# Albi di Orfani
Elenco delle pubblicazioni relative al fumetto Orfani. A differenza di altre serie Bonelli, Orfani si divide in stagioni da dodici albi ciascuna, ad eccezione della quarta e della quinta che invece sono composte da appena tre albi.
Dal marzo del 2014 la casa editrice Bao Publishing ristampa l'intera serie in versione cartonata per librerie, con copertine nuove ad opera di Emiliano Mammucari e Matteo De Longis. Ogni volume contiene tre albi della serie regolare più materiale speciale aggiuntivo come interviste, approfondimenti e schizzi preparatori.
Sono state realizzate in tiratura limitata anche dei volumi con copertine variant ad opera di Massimo Carnevale per la prima stagione e Gigi Cavenago per la seconda.
Dal 28 ottobre 2016 la serie viene riproposta in edicola come allegato a La Gazzetta dello Sport e al Corriere della Sera, con lo stesso formato della collana Dylan Dog - Il nero della paura, secondo un nuovo ordine narrativo che segue cronologicamente gli eventi accaduti.
Nel 2017 è stato annunciato che successivamente alla conclusione della sesta stagione di Orfani saranno realizzati degli Speciali a cadenza semestrale.

## Serie regolare
Ogni stagione di Orfani ha avuto un copertinista differente:
- Massimo Carnevale
- Emiliano Mammucari
- Matteo De Longis
- Nicola Mari (colori di Barbara Ciardo)
- Gipi
- Carmine Di Giandomenico (colori Giovanna Niro)

### Orfani
| Nr. | Titolo                       | Data pubblicazione | Soggetto e sceneggiatura | Disegni                                 | Colori                                              |
| --- | ---------------------------- | ------------------ | ------------------------ | --------------------------------------- | --------------------------------------------------- |
| 1   | Piccoli spaventati guerrieri | 16 Ottobre 2013    | Roberto Recchioni        | Emiliano Mammucari                      | Lorenzo De Felici - Annalisa Leoni                  |
| 2   | Non per odio ma per amore    | 16 Novembre 2013   | Roberto Recchioni        | Alessandro Bignamini                    | Annalisa Leoni                                      |
| 3   | Primo sangue                 | 17 Dicembre 2013   | Roberto Recchioni        | Luigi Cavenago                          | Arianna Florean                                     |
| 4   | Spiriti nell'ombra           | 16 Gennaio 2014    | Roberto Recchioni        | Massimo Dall'Oglio - Luigi Cavenago     | Lorenzo De Felici                                   |
| 5   | L'uomo con il fucile         | 15 Febbraio 2014   | Roberto Recchioni        | Luca Maresca                            | Alessia Pastorello                                  |
| 6   | ...e rinascerai con dolore   | 15 Marzo 2014      | Roberto Recchioni        | Werther Dell'Edera                      | Giovanna Niro                                       |
| 7   | Bugie e pallottole           | 15 Aprile 2014     | Roberto Recchioni        | Giorgio Santucci - Alessandro Bignamini | Luca Bertelé - Giovanna Niro - Arianna Florean      |
| 8   | War Pigs                     | 15 Maggio 2014     | Roberto Recchioni        | Davide Gianfelice                       | Stefano Simeone                                     |
| 9   | Freddo come lo spazio        | 14 Giugno 2014     | Roberto Recchioni        | Luigi Cavenago - Werther Dell'Edera     | Alessia Pastorello - Giovanna Niro                  |
| 10  | Cuori sull'abisso            | 16 Luglio 2014     | Roberto Recchioni        | Matteo Cremona                          | Annalisa Leoni                                      |
| 11  | Tutti giù per terra          | 14 Agosto 2014     | Roberto Recchioni        | Werther Dell'Edera - Luigi Cavenago     | Giovanna Niro - Alessia Pastorello - Luigi Cavenago |
| 12  | Rock 'n' Roll                | 16 Settembre 2014  | Roberto Recchioni        | Emiliano Mammucari                      | Annalisa Leoni                                      |

### Orfani: Ringo
| Nr. | Titolo               | Data pubblicazione | Soggetto                          | Sceneggiatura                   | Disegni                              | Colori                                |
| --- | -------------------- | ------------------ | --------------------------------- | ------------------------------- | ------------------------------------ | ------------------------------------- |
| 1   | Ancora vivo          | 16 Ottobre 2014    | Roberto Recchioni                 | Roberto Recchioni               | Emiliano Mammucari                   | Annalisa Leoni                        |
| 2   | Nulla per nulla      | 15 Novembre 2014   | Roberto Recchioni e Mauro Uzzeo   | Mauro Uzzeo                     | Luca Maresca                         | Alessia Pastorello                    |
| 3   | Città aperta         | 17 Dicembre 2014   | Roberto Recchioni                 | Roberto Recchioni               | Carlo Ambrosini                      | Giovanna Niro                         |
| 4   | Il numero quattro    | 16 Gennaio 2015    | Roberto Recchioni e Mauro Uzzeo   | Mauro Uzzeo                     | Alex Massacci                        | Alessia Pastorello                    |
| 5   | All'ultimo respiro   | 14 Febbraio 2015   | Roberto Recchioni                 | Roberto Recchioni               | Davide Gianfelice                    | Giovanna Niro                         |
| 6   | Come pioggia         | 14 Marzo 2015      | Roberto Recchioni e Mauro Uzzeo   | Mauro Uzzeo                     | Alessio Avallone                     | Nicola Righi                          |
| 7   | Bambini contro       | 15 Aprile 2015     | Roberto Recchioni e Luca Vanzella | Luca Vanzella                   | Luca Genovese                        | Annalisa Leoni                        |
| 8   | La carne e l'acciaio | 15 Maggio 2015     | Roberto Recchioni                 | Roberto Recchioni               | Paolo Bacilieri - Werther Dell'Edera | Stefania Acquaro - Alessia Pastorello |
| 9   | Tabula rasa          | 16 Giugno 2015     | Roberto Recchioni e Mauro Uzzeo   | Mauro Uzzeo                     | Matteo Cremona                       | Giovanna Niro, Fabiola Ienne          |
| 10  | Animali selvaggi     | 16 Luglio 2015     | Roberto Recchioni                 | Roberto Recchioni               | Luigi Pittaluga                      | Luca Saponti                          |
| 11  | Death Metal          | 14 Agosto 2015     | Roberto Recchioni e Mauro Uzzeo   | Roberto Recchioni e Mauro Uzzeo | Giancarlo Olivares                   | Alessia Pastorello                    |
| 12  | C'era una volta      | 15 Settembre 2015  | Roberto Recchioni                 | Roberto Recchioni               | Roberto Zaghi                        | Giovanna Niro                         |

### Orfani: Nuovo Mondo
| Nr. | Titolo                  | Data pubblicazione | Soggetto e sceneggiatura               | Disegni                                                                                     | Colori                                      |
| --- | ----------------------- | ------------------ | -------------------------------------- | ------------------------------------------------------------------------------------------- | ------------------------------------------- |
| 1   | L'aliena                | 16 Ottobre 2015    | Roberto Recchioni e Luca Vanzella      | Gigi Cavenago                                                                               | Annalisa Leoni                              |
| 2   | Madri guerriere         | 14 Novembre 2015   | Roberto Recchioni e Michele Monteleone | Gianluca Maconi                                                                             | Stefania Aquaro                             |
| 3   | Vertigine               | 16 Dicembre 2015   | Roberto Recchioni e Giovanni Masi      | Luca Genovese                                                                               | Luca Saponti                                |
| 4   | Benvenuto nella giungla | 16 Gennaio 2016    | Roberto Recchioni e Mauro Uzzeo        | Luca Maresca - Luca Casalanguida                                                            | Nicola Righi - Luca Saponti - Giovanna Niro |
| 5   | Predatori               | 16 Febbraio 2016   | Roberto Recchioni e Michele Monteleone | Davide Gianfelice                                                                           | Annalisa Leoni                              |
| 6   | E non avrà paura        | 16 Marzo 2016      | Roberto Recchioni e Mauro Uzzeo        | Alessio Avallone - Werther Dell'Edera - Arturo Lauria - Aka B. - Fabrizio Des Dorides       | Alessia Pastorello                          |
| 7   | Pugni serrati           | 14 Aprile 2016     | Roberto Recchioni e Michele Monteleone | Werther Dell'Edera                                                                          | Giovanna Niro                               |
| 8   | Stati d'alterazione     | 16 Maggio 2016     | Roberto Recchioni e Giovanni Masi      | Luca Casalanguida - Werther Dell'Edera                                                      | Stefania Aquaro                             |
| 9   | Frammenti               | 16 Giugno 2016     | Roberto Recchioni e Michele Monteleone | Riccardo La Bella - Giulio Rincione - Antonio Fuso - Luca Casalanguida - Werther Dell'Edera | Alessia Pastrorello - Stefania Aquaro       |
| 10  | Gioca e muori           | 16 Luglio 2016     | Roberto Recchioni e Mauro Uzzeo        | Francesco Mortarino - Werther Dell'Edera - Luca Casalanguida - Fabrizio Des Dorides         | Luca Saponti - Stefania Aquaro              |
| 11  | Hardcore                | 13 Agosto 2016     | Roberto Recchioni                      | Giancarlo Olivares                                                                          | Giovanna Niro                               |
| 12  | Il terrore              | 14 Settembre 2016  | Roberto Recchioni                      | Davide Gianfelice - Matteo Cremona                                                          | Alessia Pastorello                          |

### Orfani: Juric
| Nr. | Titolo                            | Data pubblicazione | Soggetto                                                                   | Sceneggiatura                                          | Disegni                                                                                            | Colori                                              |
| --- | --------------------------------- | ------------------ | -------------------------------------------------------------------------- | ------------------------------------------------------ | -------------------------------------------------------------------------------------------------- | --------------------------------------------------- |
| 1   | Il fiore del male                 | 15 Ottobre 2016    | Roberto Recchioni (prologo ed epilogo) - Roberto Recchioni e Paola Barbato | Roberto Recchioni (prologo ed epilogo) - Paola Barbato | Andrea Accardi (prologo ed epilogo) - Roberto De Angelis                                           | José Andres Mossa                                   |
| 2   | Storia di una principessa         | 15 Novembre 2016   | Roberto Recchioni (prologo ed epilogo) - Roberto Recchioni e Paola Barbato | Roberto Recchioni (prologo ed epilogo) - Paola Barbato | Andrea Accardi (prologo ed epilogo) - Roberto De Angelis, Riccardo La Bella e Maurizio Di Vincenzo | Stefania Aquaro - Alessia Pastorello - Luca Saponti |
| 3   | La regina è morta, viva la regina | 16 Dicembre 2016   | Roberto Recchioni (prologo ed epilogo) - Roberto Recchioni e Paola Barbato | Roberto Recchioni (prologo ed epilogo) - Paola Barbato | Andrea Accardi (prologo ed epilogo) - Luca Casalanguida                                            | José Andres Mossa                                   |

### Orfani: Terra
| Nr. | Titolo            | Data pubblicazione | Soggetto e sceneggiatura                   | Disegni          | Colori          |
| --- | ----------------- | ------------------ | ------------------------------------------ | ---------------- | --------------- |
| 1   | Dalla cenere      | 14 Gennaio 2017    | Emiliano e Matteo Mammucari                | Alessio Avallone | Giovanna Niro   |
| 2   | Seminare tempesta | 16 Febbraio 2017   | Giovanni Masi, Emiliano e Matteo Mammucari | Luca Genovese    | Luca Saponti    |
| 3   | Oltre il muro     | 16 Marzo 2017      | Emiliano, Matteo Mammucari e Mauro Uzzeo   | Matteo Cremona   | Stefania Aquaro |

### Orfani: Sam
| Nr. | Titolo               | Data pubblicazione | Soggetto e sceneggiatura               | Disegni | Colori                                                            |
| --- | -------------------- | ------------------ | -------------------------------------- | --- | ----------------------------------------------------------------- |
| 1   | Nemesi               | 15 Aprile 2017     | Roberto Recchioni e Michele Monteleone | Carmine Di Giandomenico                                                                                          | Alessia Pastorello                                                |
| 2   | Stella cadente       | 13 Maggio 2017     | Roberto Recchioni e Michele Monteleone | Davide Gianfelice - Jacopo Starace - Daniele di Nicuolo                                                          | Giovanna Niro - Adele Matera                                      |
| 3   | Il deserto nero      | 15 Giugno 2017     | Roberto Recchioni e Michele Monteleone | Luca Casalanguida - Sergio Mancinelli                                                                            | Andres Mossa                                                      |
| 4   | Cavalli e segugi     | 14 Luglio 2017     | Roberto Recchioni e Michele Monteleone | Werther Dell'Edera - Luca Claretti - Luca Casalanguida                                                           | Stefania Aquaro                                                   |
| 5   | Duello al sole       | 16 Agosto 2017     | Roberto Recchioni e Michele Monteleone | Luca Maresca - Sergio Mancinelli - Alessio Moroni - Antonello Becciu - Fernando Proietti - Mirco Treccani        | Luca Saponti - Stefania Aquaro                                    |
| 6   | Il diavolo in me     | 14 Settembre 2017  | Roberto Recchioni e Michele Monteleone | Andrea Accardi - Simone Di Meo - Luca Casalanguida - Fabrizio Des Dorides                                        | Alessia Pastorello - Andrea Mossa - Giovanna Niro                 |
| 7   | La mossa della torre | 16 Gennaio 2018    | Roberto Recchioni e Michele Monteleone | Fabrizio Des Dorides - Federico Vicentini - Luca Maresca                                                         | Giovanna Niro                                                     |
| 8   | Cuore di drago       | 16 Febbraio 2018   | Roberto Recchioni e Michele Monteleone | Nicolò Assirelli - Francesca Vartuli - Pierluigi Minotti - Manuel Bracchi - Antonello Becciu - Fernando Proietti | Stefania Aquaro - Alessia Pastorello - Adele Matera               |
| 9   | Gli ultimi cavalieri | 16 Marzo 2018      | Roberto Recchioni e Michele Monteleone | Pietrantonio Bruno - Simone Di Meo - Andrea Pompeo                                                               | Andres Mossa                                                      |
| 10  | Guerra civile        | 14 Aprile 2018     | Roberto Recchioni e Michele Monteleone | Luigi Formisano - Fabrizio Des Dorides - Pietrantonio Bruno - Giorgio Spalletta - Luca Maresca - Gianluca Maconi | Adele Matera - Stefania Aquaro - Giovanna Niro                    |
| 11  | La fine?             | 16 Maggio 2018     | Roberto Recchioni e Michele Monteleone | Federico Vicentini - Pietrantonio Bruno - Luca Claretti - Antonello Becciu                                       | Alessia Pastorello - Giovanna Niro - Luca Claretti - Adele Matera |
| 12  | Ancora un giorno     | 15 Giugno 2018     | Roberto Recchioni                      | Luca Casalanguida - Andrea Accardi                                                                               | Stefania Aquaro                                                   |

## Speciali
| Nr. | Titolo                 | Data pubblicazione | Soggetto                                                            | Sceneggiatura                         | Disegni       | Colori       | Copertina          |
| --- | ---------------------- | ------------------ | ------------------------------------------------------------------- | ------------------------------------- | ------------- | ------------ | ------------------ |
| 1   | A proposito del futuro | 14 Luglio 2018     | Giovanni Masi - Matteo Mammucari - Emiliano Mammucari - Mauro Uzzeo | Matteo Mammucari - Emiliano Mammucari | Luca Genovese | Luca Saponti | Emiliano Mammucari |